# Michael Hartmann (Fußballspieler, 1971)
Michael Hartmann (* 6. Dezember 1971) ist ein ehemaliger deutscher Fußballspieler und heutiger -trainer.

## Sportliche Laufbahn
Nachdem der Mittelfeldspieler für den Offenbacher FC Kickers zunächst in der viertklassigen Oberliga sowie in der drittklassigen Regionalliga eingesetzt wurde, gelang ihm mit dem hessischen Traditionsverein im Frühjahr 1999 der Aufstieg in die 2. Bundesliga. Dort wurde der Endzwanziger aber nur einmal aufgeboten: Am 6. Spieltag der Saison 1999/2000 gab er bei der 1:2-Heimniederlage gegen Alemannia Aachen sein Debüt im Unterhaus des deutschen Profifußballs. Acht Minuten vor Ende der Partie, die gleichzeitig seinen Abschied aus der 2. Liga darstellte, wurde Hartmann für Oliver Speth eingewechselt.

## Trainerlaufbahn
In den Spielzeiten 2011/12 bis 2014/15 betreute der ehemalige Zweitligaprofi die U-19 der Offenbacher Kickers und war parallel dazu Co-Trainer der 1. Mannschaft. Später arbeitete Hartmann für die Juniorenelf als Sportpsychologe.